# Signum Regis
Signum Regis est un groupe de power metal slovaque. Le groupe se forme en 2007 sous l'impulsion de Ronnie König, bassiste et compositeur. 
Bien que souvent étiqueté comme un groupe de power metal, leur musique peut également être décrite comme du metal mélodique, avec un accent lourd et technique.

## Composition
Membres actuels
- ? - chant
- Ronnie König - basse
- Filip Koluš - guitare
- Ján Tupý - claviers et chœurs
- Jaro Jančula - batterie

Anciens membres
- Mayo Petranin - chant
- Ado Kaláber - guitare
- Luděk Struhař - batterie
- Adrian Ciel - batterie
- Jota Fortinho - chant

Artistes invités
- Göran Edman
- Lance King[2]
- Michael Vescera
- Matt Smith (Theocracy)
- Daísa Munhoz
- Eli Prinsen (Sacred Warrior)
- Samuel Nyman
- Thomas L. Winkler
- David Åkesson

Chronologie

## Discographie

### Albums
- Signum Regis (2008)
- The Eyes of Power (2010)
- Exodus (2013)
- Chapter IV: The Reckoning (2015)
- Decennium Primum (2017)
- The Seal of a New World (2019)
- Undivided (2023)
- The Eyes Of Power Remix (2025)

### EPs
- Through The Storm (2015)
- Addendum Primum (2017)
- Flag Of Hope (2021)